# Lijst van gotische gebouwen in Groningen
Dit is een (onvolledige) lijst van de gebouwen die in de gotische stijl zijn gebouwd in de Nederlandse provincie Groningen. 
Vaak zijn de gebouwen niet volledig in gotische stijl gebouwd, in dat geval worden enkel de gegevens van het gotische gedeelte gegeven.
| Naam                       | Functie                      | Start bouw (jaar)    | Voltooid (jaar)        | Stijl                                     | Huidige staat                  | Oorspronkelijke hoogte (m) | Huidige hoogte (m) | Lengte (m)        | Breedte (m) | Stad        | Straat                 | Afbeelding          |
| -------------------------- | ---------------------------- | -------------------- | ---------------------- | ----------------------------------------- | ------------------------------ | -------------------------- | ------------------ | ----------------- | ----------- | ----------- | ---------------------- | ------------------- |
| Nicolaïkerk                | Kerk                         | 1225                 | 15e eeuw               | Romanogotiek                              | Gerenoveerd                    | ?                          | ?                  | ?                 | ?           | Appingedam  | Wijkstraat 32          | \|                  |
| Sebastiaankerk             | Kerk                         | 13e eeuw             | 14e eeuw               | Romanogotiek                              | Gerestaureerd                  | ?                          | ?                  | ?                 | ?           | Bierum      | Kerkstraat 1           |                     |
| Kerk van Garmerwolde       | Kerk                         | 13e eeuw             | 13e eeuw               | Romanogotiek                              | Gerestaureerd deels afgebroken | ?                          | ?                  | ?                 | ?           | Garmerwolde | Dorpsweg 69            |                     |
| Der Aa-kerk                | Kerk                         | Gotische delen: 1425 | 1495                   | Gotiek                                    | Gerestaureerd                  | ?                          | 76                 | 50 (met toren 60) | 25          | Groningen   | Akerkhof 2             |                     |
| Broerkerk                  | Kerk                         | 14e eeuw             | 14e eeuw               | Gotiek                                    | Gesloopt in 19e eeuw           | ?                          | ?                  | ?                 | ?           | Groningen   | Broerstraat            | Gesloopte nieuwbouw |
| Gotisch Huis               | Woonhuis                     | 15e eeuw             | 15e eeuw               | Gotiek                                    | Gerestaureerd                  | ?                          | ?                  | ?                 | ?           | Groningen   | Brugstraat 24          |                     |
| Martinitoren               | Kerktoren                    | 1469                 | 1548                   | Gotiek                                    | Gerestaureerd                  | 100+                       | 96,8               | ?                 | ?           | Groningen   | Martinikerkhof 1       |                     |
| Herkvormde kerk            | Kerk                         | 1690                 | 1692                   | Laatgotiek                                | Gerestaureerd                  | ?                          | ?                  | ?                 | ?           | Harkstede   | Hoofdweg 63            |                     |
| Hervormde kerk             | Kerk                         | 1200                 | 1290                   | ?                                         | Gerestaureerd                  | ?                          | ?                  | ?                 | ?           | Hellum      | Hoofdweg 33            |                     |
| Donatuskerk                | Kerk                         | ± 1100               | voor 1400              | Romanogotiek                              | Gerestaureerd                  | ?                          | ?                  | ?                 | ?           | Leermens    | Kerkpad 7              |                     |
| Kerk van Siddeburen        | Kerk verbouwing van de toren | 14e eeuw             | 15e eeuw               | Romanogotiek                              | Hersteld en verbouwd           | ?                          | Toren: 29          | ?                 | ?           | Siddeburen  | Hoofdweg 124           |                     |
| Hervormde Kerk             | Kerktoren                    | ± 1300               | ± 1300                 | Gotiek                                    |                                | ?                          | ?                  | ?                 | ?           | Slochteren  | Hoofdweg 108           |                     |
| Bartholomeuskerk           | Kerk Koor                    | 13e eeuw             | 15e eeuw               | Romanogotiek Gotiek                       | Gerestaureerd (1877-1878)      | ?                          | ?                  | ?                 | ?           | Stedum      | Hoofdstraat 1          |                     |
| Kloosterkerk               | Kloosterkerk                 | 1250                 | 1275                   | Romanogotiek                              | Gerestaureerd                  | ?                          | ?                  | ?                 | ?           | Ten Boer    | Kerkpad 4              |                     |
| Ursuskerk                  | Kerk                         | 1250                 | 1275                   | Romanogotiek                              | Verbouwd Gerestaureerd (1948)  | ?                          | ?                  | ?                 | ?           | Termunten   | t.o. P. Muntinghepad 4 |                     |
| Klooster- of Felicitaskerk | Kloosterkerk                 | ± 1250               | ± 1250                 | Romanogotiek                              | Gerestaureerd                  | ?                          | ?                  | ?                 | ?           | Thesinge    | Kapelstraat 2          |                     |
| Petruskerk                 | Kerk                         | Gebouw: 13e eeuw     | Afbeeldingen: 15e eeuw | Gebouw: Romanogotiek Afbeeldingen: Gotiek | Gerestaureerd 1945-1949        | ?                          | ?                  | ?                 | ?           | Woldendorp  | A.E. Gorterweg 11      |                     |
| Petruskerk                 | Kerk                         | Eind 13e eeuw        | Eind 13e eeuw          | Romanogotiek                              | Gerestaureerd                  | ?                          | ?                  | ?                 | ?           | Zuidbroek   | Kerkstraat 95          |                     |